# Caselle Lurani
Caselle Lurani – miejscowość i gmina we Włoszech, w regionie Lombardia, w prowincji Lodi.
Według danych na rok 2008 gminę zamieszkiwały 3001 osoby, 320,6 os./km².